# Colom vinós
El colom vinós (Patagioenas subvinacea) és una espècie d'ocell de la família dels colúmbids (Columbidae) que habita la selva humida i zones boscoses de la zona Neotropical, des de Costa Rica, cap al sud, per l'oest dels Andes fins al sud de l'Equador i per l'est dels Andes, des de Colòmbia, Veneçuela, Guaiana i nord del Brasil, cap al sud fins al nord de Bolívia i Brasil central.